# Tassift
Tassift  (in arabo تاسيفت‎?) è un centro abitato e comune rurale del Marocco situato nella provincia di Chefchaouen, regione di Tangeri-Tetouan-Al Hoceima. Conta una popolazione di 7 363 abitanti (censimento 2014).